# IC 4651
IC 4651 је расијано звјездано јато у сазвјежђу Олтар које се налази на листи објеката дубоког неба у Индекс каталогу.
Деклинација објекта је - 49° 56' 36" а ректасцензија 17h 24m 52,0s. Привидна величина (магнитуда) објекта IC 4651 износи 6,9. IC 4651 је још познат и под ознакама OCL 987, ESO 228-SC2.